# 洛伊斯·奧彭達
伊科马-洛伊斯·奧彭達（法語：Ikoma-Loïs Openda；2000年2月16日—），比利時足球運動員，司職翼鋒，現效力於德甲球會RB萊比錫。他也代表比利時國家足球隊參賽。

## 俱樂部生涯
奧彭達此前在比甲豪門布魯日效力。在球隊期間，為球隊踢了53場比賽，在1500多分鐘的出場中，他為布魯日打進5球還有4次助攻。在2020年夏天，他被租借到了維迪斯效力，為期2個賽季。
上個賽季，奧彭達在球隊獲得了主力位置，在聯賽比賽中，為球隊打進10球還有4次助攻。在荷蘭杯的比賽里，展現出了自己的過人能力。
今年1月，他傳射建功，幫助球隊2比1擊敗了海牙，進入下一輪。1/4決賽，又是他在下半場補時第一分鐘左腳得分，打進了全場比賽唯一進球，球隊1比0擊敗了精英隊，晉級四強。
決賽比賽維特斯對阿積士，球隊最終以1比2落敗。但是奧彭達第30分鐘左腳得分，一度將比分扳平。
新賽季開始後，在第八輪2比1擊敗飛燕諾的比賽，他在上下半場他各入一球，幫助球隊全取三分。此後的比賽里，又三次梅開二度，對施禾利和前進之鷹的比賽時，他也有進球。

## 國家隊生涯
在比利時U21國青隊比賽，奧彭達表現出色。他在6場預選賽比賽打進6球，球隊拿到了六連勝的戰績。

## 外部連結
- Belgium profile （页面存档备份，存于） at Belgian FA